# Katnadjur
Katnadjur (in armeno Կաթնաջուր?) è un comune di 1 821 abitanti (2008) della Provincia di Lori in Armenia.